# Yrsa
 (juin 2023).
La mise en forme du texte ne suit pas les recommandations de Wikipédia : il faut le « wikifier ».
Les points d'amélioration suivants sont les cas les plus fréquents. Le détail des points à revoir est peut-être précisé sur la page de discussion.
- Les titres sont pré-formatés par le logiciel. Ils ne sont ni en capitales, ni en gras.
- Le texte ne doit pas être écrit en capitales (les noms de famille non plus), ni en gras, ni en italique, ni en « petit »…
- Le gras n'est utilisé que pour surligner le titre de l'article dans l'introduction, une seule fois.
- L'italique est rarement utilisé : mots en langue étrangère, titres d'œuvres, noms de bateaux, etc.
- Les citations ne sont pas en italique mais en corps de texte normal. Elles sont entourées par des guillemets français : « et ».
- Les listes à puces sont à éviter, des paragraphes rédigés étant largement préférés. Les tableaux sont à réserver à la présentation de données structurées (résultats, etc.).
- Les appels de note de bas de page (petits chiffres en exposant, introduits par l'outil «  Source ») sont à placer entre la fin de phrase et le point final[comme ça].
- Les liens internes (vers d'autres articles de Wikipédia) sont à choisir avec parcimonie. Créez des liens vers des articles approfondissant le sujet. Les termes génériques sans rapport avec le sujet sont à éviter, ainsi que les répétitions de liens vers un même terme.
- Les liens externes sont à placer uniquement dans une section « Liens externes », à la fin de l'article. Ces liens sont à choisir avec parcimonie suivant les règles définies. Si un lien sert de source à l'article, son insertion dans le texte est à faire par les notes de bas de page.
- La présentation des références doit suivre les conventions bibliographiques. Il est recommandé d'utiliser les modèles {{Ouvrage}}, {{Chapitre}}, {{Article}}, {{Lien web}} et/ou {{Bibliographie}}. Le mode d'édition visuel peut mettre en forme automatiquement les références.
- Insérer une infobox (cadre d'informations à droite) n'est pas obligatoire pour parachever la mise en page.

Pour une aide détaillée, merci de consulter Aide:Wikification.
Si vous pensez que ces points ont été résolus, vous pouvez retirer ce bandeau et améliorer la mise en forme d'un autre article.
Pour les articles homonymes, voir Yrsa.
Yrsa, Yrse, Yrs ou Urse (VIe siècle) est une héroïne tragique de la légende scandinave primitive.
Elle apparaît dans plusieurs sources relatives à son mari le roi suédois Eadgils / Aðils ou à son père Halga (frère cadet du roi Hroðgar qui a reçu l'aide de Beowulf), qui est également son violeur, amant, mari, et leur fils Hroðulf. La convention communément admise dans l'étude du poème Beowulf, selon laquelle Hroðulf était probablement le fils de Halga, est tirée de la tradition d'Yrsa. Plusieurs traducteurs (par exemple Burton Raffel) et érudits auraient modifié son nom à partir d'une ligne corrompue (62) dans le manuscrit de Beowulf, bien que ce ne soit qu'une conjecture.

## Analyse académique
Le nom Yrsa n'est mentionné dans aucune autre source nordique connue à ce jour et peut être dérivé du latin Ursus (« ours »). Si elle devait représenter un antécédent historique, il fut suggéré qu'elle fût franque, capturée par Helgi lors d'un de ses raids. Quelques chercheurs ont cependant noté, dans des études sur l'existence de ce contexte historique, des incohérences chronologiques dans les histoires rapportées sur Yrsa. En effet, quand Aðils était en âge de se marier, Yrsa aurait été déjà assez âgée, et ils se seraient mariés pour des raisons politiques. Selon une théorie, elle aurait été la sœur d'Helgi, et, avant d'épouser Aðils, elle aurait été la femme de son frère Áli. De cette façon, une ligne corrigée dans le Beowulf (1. 62) serait expliquée.

## Dans les sagas islandaises

### La saga de Hrólfr Kraki
Dans la saga de Hrólf Kraki, Helgi (ou Halga) se rendit chez les Saxons, souhaitant courtiser leur reine guerrière Oluf. Cependant, celle-ci ne se montra pas intéressée et humilia Helgi dans son sommeil en lui rasant la tête et en le couvrant de goudron, avant de le renvoyer à son navire. Quelque temps plus tard, Helgi revint et, par ruse, kidnappa la reine et la mit enceinte.
De retour dans son royaume, la reine mit au monde une fille. Elle la nomma Yrsa, du nom de son chien, et l'envoya vivre comme bergère. À douze ans, Yrsa rencontra son père Helgi qui, ne sachant pas qu'elle était sa fille, tomba amoureux d'elle. Oluf, considérant comme une vengeance le fait que Helgi épouse sa propre fille, garda le silence sur la filiation. Helgi et Yrsa eurent un fils, Hrólfr Kraki (Hroðulf).
Apprenant que Helgi et Yrsa vivaient heureux ensemble, la reine Oluf se rendit au Danemark pour révéler la vérité à sa fille. Choquée, Yrsa abandonna Helgi, contre la volonté de ce dernier. Elle fut par la suite prise pour épouse par le roi suédois Aðils (Eadgils), ajoutant au ressentiment d'Helgi.
Il se rendit à Uppsala pour la reprendre, mais fut tué par Aðils au combat. Yrsa, bouleversée que son mari ait tué son plus proche parent, jura à Aðils qu'à la moindre occasion elle ferait massacrer ses berserkers. Peu comblée en compagnie du roi, elle ne chercha pas à se réconcilier avec lui. Plus tard, lorsqu'un jeune guerrier suédois, nommé Svipdag, arriva pour se mettre à l'épreuve, elle le soutint ardemment. Il combattit les berserkers, qui tombèrent les uns après les autres. Après cet exploit, Svipdag choisit de ne pas rester auprès du roi Aðils, mais servit le fils d'Yrsa, Hrólfr, qui avait succédé à Helgi en tant que roi du Danemark.
Après un certain temps, Hrólfr se rendit à Uppsala pour récupérer ses créances. En effet, Aðils lui était redevable, outre de l'or pris à Helgi durant la bataille, d'un tribut en paiement de l'aide apportée pour combattre le roi Áli (Onela dans le Beowulf) à la Bataille du Lac gelé de Vänern. Aðils chercha par tous les moyens à l'arrêter, usant de diverses ruses, mais dut finalement battre en retraite et appeler des renforts. Profitant de l'absence du roi suédois, Yrsa traita avec son fils, lui remboursant plus qu'il ne lui était dû. Elle offrit ensuite à Hrólfr et à ses hommes douze des meilleurs chevaux du roi, qui faisaient une partie de sa renommée, ainsi que tout l'équipement et les provisions dont ils auraient besoin.
Hrólfr fit des adieux affectueux à sa mère et partit par le Fyrisvellir. Voyant Aðils et ses guerriers à leur poursuite, ils répandirent les tributs derrière eux. Apercevant son précieux Svíagris au sol, Aðils se pencha pour le ramasser avec sa lance. Hrólfr en profita pour lui fendre le dos avec son épée, et clama qu'il avait courbé l'échine de l'homme le plus puissant de Suède.
Plus tard, la propre sœur de Hrólfr, la demi-elfe Skuld, exhorta son mari Hjörvarðr (Heoroweard, dans le poème Beowulf) à le trahir. Il le tua au cours d'un combat, au terme duquel Skuld monta sur le trône du Danemak. Yrsa se vengea en envoyant l'armée suédoise, conduite par Vogg, qui captura Skuld avant même qu'elle n'ait le temps de rassembler ses troupes. Skuld fut torturée à mort, et les filles de Hrólfr prirent les rênes du Danemark.
Ce récit ressemble à celui de la Gesta Danorum, mais est plus élaboré. Une différence notable est qu'Yrsa n'est plus danoise, mais saxonne, et qu'elle resta en Suède lorsque son fils Hroðulf fuit Eadgils avec les tributs.

### La Saga Skjöldunga
La saga des Skjöldungar, raconte que Helgo (Halga), roi du Danemark avec son frère Roas (Hroðgar), viola Olava, reine des Saxons, et lui fit une fille nommée Yrsa. La jeune fille épousa plus tard le roi Adillus (Eadgils), roi de Suède. Les deux époux eurent une fille, Scullda (Skuld).
Quelques années plus tard, Helgo attaqua la Suède et captura Yrsa. Il viola sa propre fille et la ramena au Danemark, où elle donna naissance à un fils, Rolfo (Hroðulf). Quelques années plus tard, la reine Olava, mère d'Yrsa, vint lui rendre visite et lui révéla qu'Helgo était son père. Horrifiée, Yrsa retourna auprès d'Adillus, laissant son fils derrière elle. Helgo mourut quand Rolfo avait huit ans, et ce dernier lui succéda, régnant avec son oncle Roas. Peu de temps après, Roas fut tué par ses demi-frères Rærecus et Frodon (Froda), après quoi Rolfo devint seul roi du Danemark.
En Suède, Yrsa et Adillus organisèrent les noces de leur fille Scullda avec le roi d'Öland, Hiørvardus (également appelé Hiorvardus et Hevardus, et qui correspond à Heoroweard dans Beowulf). Son demi-frère Rolfo, furieux de ne pas avoir été consulté pour ce mariage, attaqua Öland, et soumit Hiørvardus et son royaume à la couronne danoise.
Adillus demanda par la suite l'aide de Rolfo contre le roi norvégien Ale (Onela). Il lui envoya ses berserkers en renfort mais, une fois la guerre terminée, Adillus refusa de payer ce qu'il lui devait. Rolfo se rendit à Uppsala et, après quelques péripéties, réussit à s'enfuir avec l'or d'Adillus, aidé par sa mère Yrsa. Dans sa fuite, il le « sema » derrière lui sur les marécages du Fyrisvellir.
Ce récit diffère de la saga de Hrólf Kraki en ce sens qu'Yrsa s'y marie d'abord paisiblement avec Eadgils, puis seulement est capturée par Halga, qui la viole et lui fait porter Hroðulf. De plus, ayant appris que Halga est son père, elle retourne en Saxe, où Eadgils l'avait kidnappée. Dans la saga de Hrólfr Kraki, Helgi meurt en essayant plus ou moins de la sauver d'Eagdils, tandis que la saga Skjöldunga présente son mariage avec Eadgils comme plus heureux, et situe la mort de Halga dans une autre expédition.

### La Saga Ynglinga
Snorri Sturluson se base sur la saga des Skjöldungar pour raconter l'histoire d'Aðils (Eadgils) et Yrsa. Il ne nous reste de cette saga qu'un résumé latin d'Arngrímur Jónsson, si bien que les deux versions de l'histoire sont fondamentalement les mêmes, la principale différence étant que la version d'Arngrímur est plus concise.
Snorri raconte qu'Aðils, roi de Suède, attaqua les Saxons, dont le roi était Geirþjófr et la reine Alof la Grande. Le couple royal étant absent, Aðils et ses hommes pillèrent leur domaine, emmenant bétail et captifs vers leurs navires. Parmi les prisonniers se trouvait une fille nommée Yrsa, fille d'Helgi (Halga). Snorri écrit que sa beauté, sa tenue et son intelligence impressionnèrent jusqu'à Aðils, qui en fit sa reine.
Quelques années plus tard, Helgi, qui régnait sur Lejre, attaqua la Suède et captura Yrsa. Il viola sa propre fille, la prit pour femme, et l'emmena vers Lejre, où elle eut un fils, Hrólfr (Hroðulf). Lorsque le garçon fêta ses trois ans, la mère d'Yrsa, la reine Alof de Saxe, vint lui rendre visite et lui révéla que son mari Helgi était son propre père. Horrifiée, Yrsa abandonna son fils et retourna auprès d'Aðils. Elle resta en Suède jusqu'à sa mort. Lorsque Hrólfr eut huit ans, Helgi mourut en expédition militaire et l'enfant fut couronné roi.
Snorri termine son récit par une mention brève, selon laquelle la saga Skjöldunga contînt un récit détaillé de la façon dont Hrólfr est arrivé à Uppsala, et a semé de l'or sur le Fyrisvellir.

### Skáldskaparmál
Dans le Skáldskaparmál, le mari d'Yrsa, le roi Aðils (Eadgils), demanda l'aide du fils d'Yrsa, Hrólfr, contre le roi norvégien Áli (Onela). Hrólfr étant occupé à combattre les Saxons, il envoya ses berserkers.
Plus tard, lorsque Hrólfr apprit qu'Aðils refusait de payer, il partit pour Uppsala. Il vint avec des navires par la rivière Fyris, et se rendit avec ses douze berserkers directement au domaine du roi suédois, à Uppsala. Yrsa les accueillit et les logea dans le domaine. Des feux furent préparés pour eux, et on leur offrit des boissons. Cependant, on avait empilé tellement de bois sur les feux, que les vêtements commencèrent à brûler loin de leurs corps [pas clair]. Excédés, Hrólfr et ses hommes jetèrent les courtisans au feu. Yrsa arriva et leur donna une corne remplie d'or ainsi que l'anneau Svíagris, et leur demanda de fuir. Alors qu'ils traversaient le Fyrisvellir, ils virent Aðils et ses hommes les poursuivre. Les fuyards jetèrent leur or dans la plaine pour distraire leurs assaillants. Aðils, cependant, continua la poursuite sur son cheval Slöngvir. Hrólfr jeta alors l'anneau Svíagris. Aðils se baissa pour le ramasser avec sa lance, à la suite de quoi Hrólfr s'exclama qu'il avait vu l'homme le plus puissant de Suède plier le dos.

### Gróttasöngr
Le Gróttasöngr contient une strophe (n° 22) chantée par les géantes Fenja et Menja. Elle ne fait que nommer Yrsa, et la situation dans laquelle son fils et son frère (c'est-à-dire Hroðulf) vengera Fródi (Froda):
| Mölum enn framar. Mun Yrsu sonr, niðr Halfdanar, hefna Fróða; sá mun hennar heitin verða bavure ok bróðir, vitum báðar þat. | Laissez-nous moudre ! le fils d'Yrsa, le parent de Halfdan, vengera Fródi: il veut d'elle être appelé fils et frère : nous le savons tous les deux. ( traduction de Thorpe ) |

Cette pièce ne peut pas faire référence à la version de la saga de Hrólfr Kraki, où Froda était le demi-frère de Healfdene, puisque ce Froda y est tué par Hroðgar. Il peut cependant être interprété à travers la saga Skjöldunga dans laquelle l'oncle de Hroðulf, Hroðgar, a été assassiné par son demi-frère Froda.

## Dans d'autres sources pré-modernes

### Chronicon LethrenseetAnnales Lundenses
Le Chronicon Lethrense (et les Annales Lundenses incluses) relate qu'un jour, le roi danois Helghe se rendit à Halland / Lolland et y partagea la couche de Thore, fille d'un des fermiers de Ro, donnant naissance à Yrse . Bien plus tard, il rencontra cette dernière et, ne sachant pas qu'elle était sa fille, la mit enceinte de Rolf Krage. Lorsqu'il découvrit qu'Yrse était sa propre fille, il se rendit vers l'est et se suicida.
Ro est ici le même personnage que Hroðgar, qui reçut chez lui Beowulf à Heorot. Le roi Helghe correspond au frère de Hroðgar, Halga, et Rolf Krage est le même personnage que le neveu de Hroðgar, Hroðulf. Cependant, dans Beowulf, il n'est jamais expliqué en quoi ils étaient oncle et neveu.

### Gesta Danorum
La Gesta Danorum (Livre 2) rapporte qu'Helgo était le frère du roi danois Ro. Ro régnant sur les terres danoises, Helgo avait quant à lui hérité des mers. Un jour, lors de ses excursions maritimes, il parvint à Thurø, où il rencontra et viola la jeune Thora, qui tomba enceinte d' Urse. Quand Helgo, après de nombreuses années, revint à Thurø, Thora vengea la perte de sa virginité en envoyant Urse à Helgo, qui la viola à son tour sans savoir qu'elle était sa propre fille. De ce viol, Urse porta Roluo Kraki.
Pendant une invasion suédoise, Ro fut tué par Hothbrodd, le roi de Suède. Helgo vengea la mort de son frère et soumit les Suédois, les faisant payer tribut. Honteux de sa relation incestueuse avec Urse, il décida nonobstant de se suicider, laissant la succession à leur fils Roluo Kraki. Athislus, le nouveau roi de Suède, estima par la suite que le tribut qu'il devait au Danemark pourrait être amoindri s'il épousait la mère du roi danois, et prit ainsi Urse pour reine. Après quelque temps, Urse était cependant tellement contrariée par la cupidité du roi de Suède qu'elle mit au point un subterfuge pour lui échapper et en même temps le soulager de sa richesse. Elle poussa Athislus à trahir Roluo, l'invitant à un banquet sous promesse de somptueux cadeaux.
Le banquet dura trois jours. Lorsqu'il prit fin, Urse et Roluo quittèrent Uppsala dès l'aube, à bord de voitures où ils avaient entreposé tout le trésor du roi de Suède. Rapidement poursuivi par des guerriers, ils durent alléger leur chargement et répandirent l'or sur leur passage, occupant du même coup leurs poursuivants (une rumeur affirme qu'ils ne jetèrent que du cuivre doré). Quand Athislus, qui les poursuivait également, vit qu'un anneau précieux gisait par terre, il se pencha pour le ramasser. Roluo fut heureux de voir le roi de Suède courber l'échine dans ce geste, et s'enfuit vers les navires avec sa mère.
Ce récit est plus élaboré que celui du Chronicon Lethrense et des Annales Lundenses. Helgo y correspond au personnage de Helghe/Halga ; son frère, le roi danois Ro, à celui de Hroðgar, Roluo à Hroðulf /Rolf Krage, et le roi suédois Athislus correspond à Eadgils, le roi suédois de Beowulf. Yrse s'appelle ici Urse, et l'histoire de son fils fuyant le roi de Suède avec tout son trésor se retrouve également dans les récits ultérieurs. Il est à noter que toutes les sources danoises, Chronicon Lethrense, Annales Lundenses et Gesta Danorum, si elles diffèrent sur l'endroit où Halga rencontre Yrsa, rendent toujours celle-ci danoise. Les sources islandaises qui suivent font cependant d'elle une Saxonne.

### Beowulf
Le poème Beowulf nous donne (lignes 59–63):
59 Ðæm feower bearn  forðgerimed60 in worold wocun  weoroda ræswa
61 heorogar. 7 hroðgar  7 halga til
62  hyrde ic ꝥ    elan cwen
63 heaðo-Scilfingas    healsgebedda
ce que Gummere traduit :
59 Puis, l'un après l'autre, s'éveillèrent à lui,60 au chef des hommes du clan, quatre enfants :
61 Heorogar, puis Hrothgar, puis le brave Halga ;
62 et, je l'ai entendu – la reine d'ela,
63 la chère compagne du Heathoscylfing.
Il y a manifestement quelque chose qui ne va pas avec la ligne 62. Le nom d'une enfant a disparu, une fille qui était l'épouse de quelqu'un dont le nom se termine par -ela et qui était Scylfing, c'est-à-dire appartenant à la dynastie royale de Suède. Il est assez probable qu'à un moment donné, en copiant le poème, un scribe n'ait pas été en mesure de distinguer l'orthographe exacte de ces noms et a donc laissé le texte vide à ce stade pour être corrigé plus tard. Il n'a jamais été réparé et les noms ont donc été perdus dans les copies ultérieures.
Selon les règles poétiques d'allitération du vieil anglais, le nom de la fille doit également commencer par une voyelle. Le choix se porte généralement sur le nom Yrs ou Yrse, puisque la tradition scandinave parle beaucoup d'Yrsa, petite-fille de Healfdene et épouse du roi Eadgils de Suède. Cela suppose de grands changements de noms et de rôles, puisque Eadgils est l'ennemi d'Onela. Ce dernier apparaît dans les textes nordiques sous le nom d'Áli. Par conséquent, de nombreux éditeurs et traducteurs préfèrent simplement noter que la ligne est corrompue. D'autres, comme Burton Raffel, traduisent le passage manquant par Yrs (c'est-à-dire Yrsa), et le commentaire moderne fait parfois référence au mariage d'Onela et Yrsa sans indiquer que cela n'existe que par une correction conjecturale quelque peu douteuse.

## Au cinéma
Leslie Harter Zemeckis (l'épouse de Robert Zemeckis) prête sa voix à un personnage nommé Yrsa dans la version animée de 2007 de Beowulf. Son seul rôle dans le film est d'être courtisée par le guerrier Geatish Hondscio.